# تاکاهیرو ساکورایی
تاکاهیرو ساکورایی (櫻井 孝宏؛ Sakurai Takahiro) (زادهٔ ۱۳ ژوئن ۱۹۷۴) صداپیشه، راوی و مجری رادیو اهل ژاپن است.
از نقش‌های برجسته‌ای که وی ایفا کرده‌است، می‌توان به کلاود استرایف در گردآوری فاینال فانتزی ۷، سوزاکو کوروروگی در کد گیاس، ایکس در مگا من ایکس، ایزورو کیرا در بلیچ، یو کاندا در دی گری-من، آراتاکا ریگن در موب سایکو ۱۰۰، ساتوشی ایشیکی در جنگ غذاها: شوکوگکی نو سوما، گیو تومیوکا در شیطان کش: کیمتسو نو یائیبا، کیری در بلیم!، ساسوری در ناروتو: شیپودن، روهان کیشیبه در ماجراجویی عجیب و غریب جوجو: الماس شکست‌ناپذیر، سوگورو گِتو در جوجوتسو کایسن و شوگو ماکیشیما در سایکو-پس اشاره کرد. او دوبله رسمی نسخهٔ ژاپنی رابرت پتینسون را از زمان فیلم گرگ‌ومیش به عهده دارد.

## زندگی شخصی
ساکورای نزدیک به ۲۰ سال است که با یک صداپیشه ازدواج کرده است، که تا سپتامبر ۲۰۲۲، پس از تایید گزارش منتشر شده توسط شوکان بونشون، برای عموم فاش نشده بود. در ۲۶ اکتبر ۲۰۲۲، شوکان بونشون گزارش داد که ساکورای با نویسنده‌ ای از برنامه رادیویی خود به نام P.S. رابطه‌ای خارج از ازدواج داشته است.